# Hymenoscyphus
Гіменосцифус (Hymenoscyphus) — рід грибів родини Helotiaceae. Назва вперше опублікована 1821 року.
В Україні зустрічається Гіменосцифус білуватий (Hymenoscyphus albidus) та Гіменосцифус квітковидний (Hymenoscyphus calyculus).

## Галерея

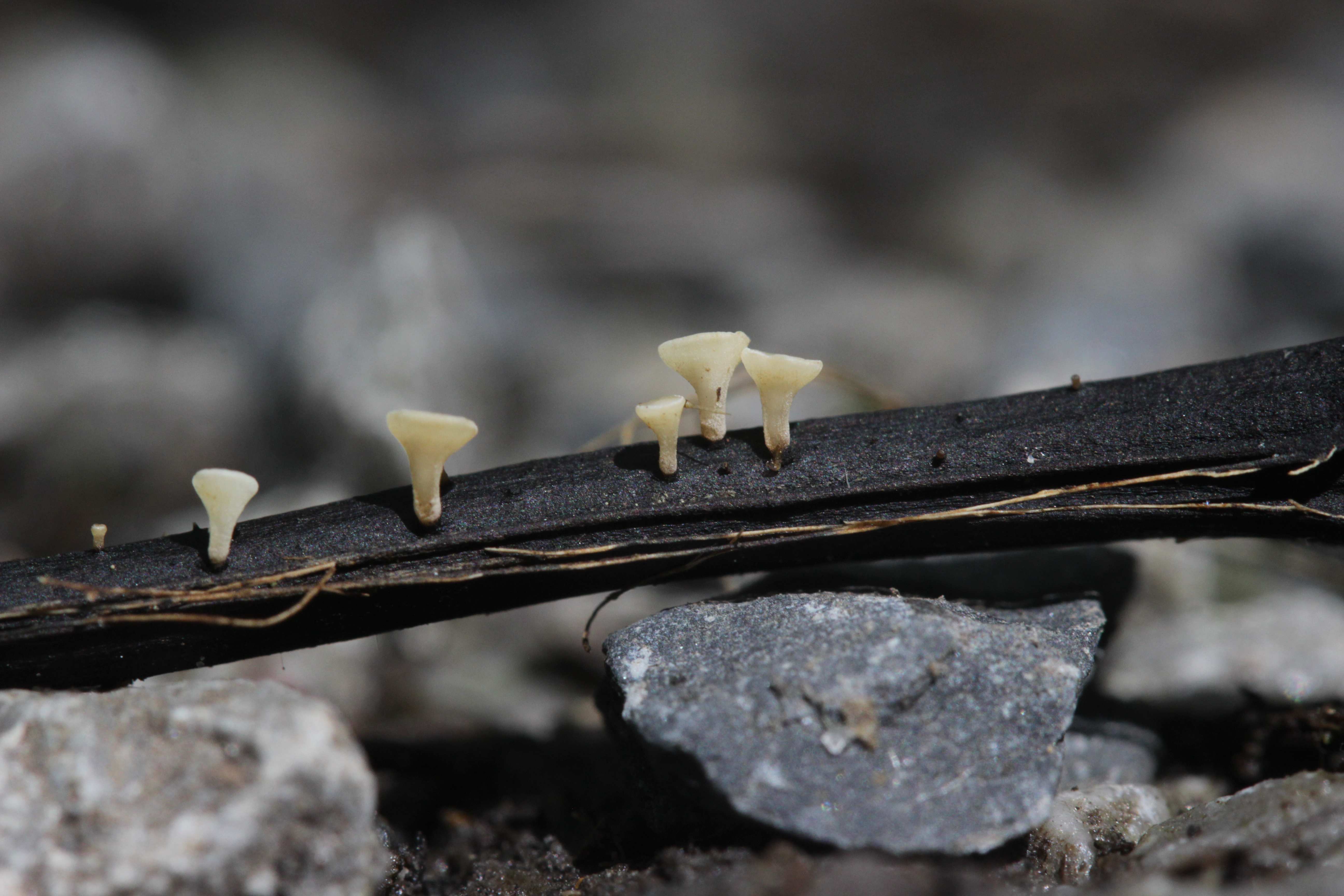
Hymenoscyphus fraxineus
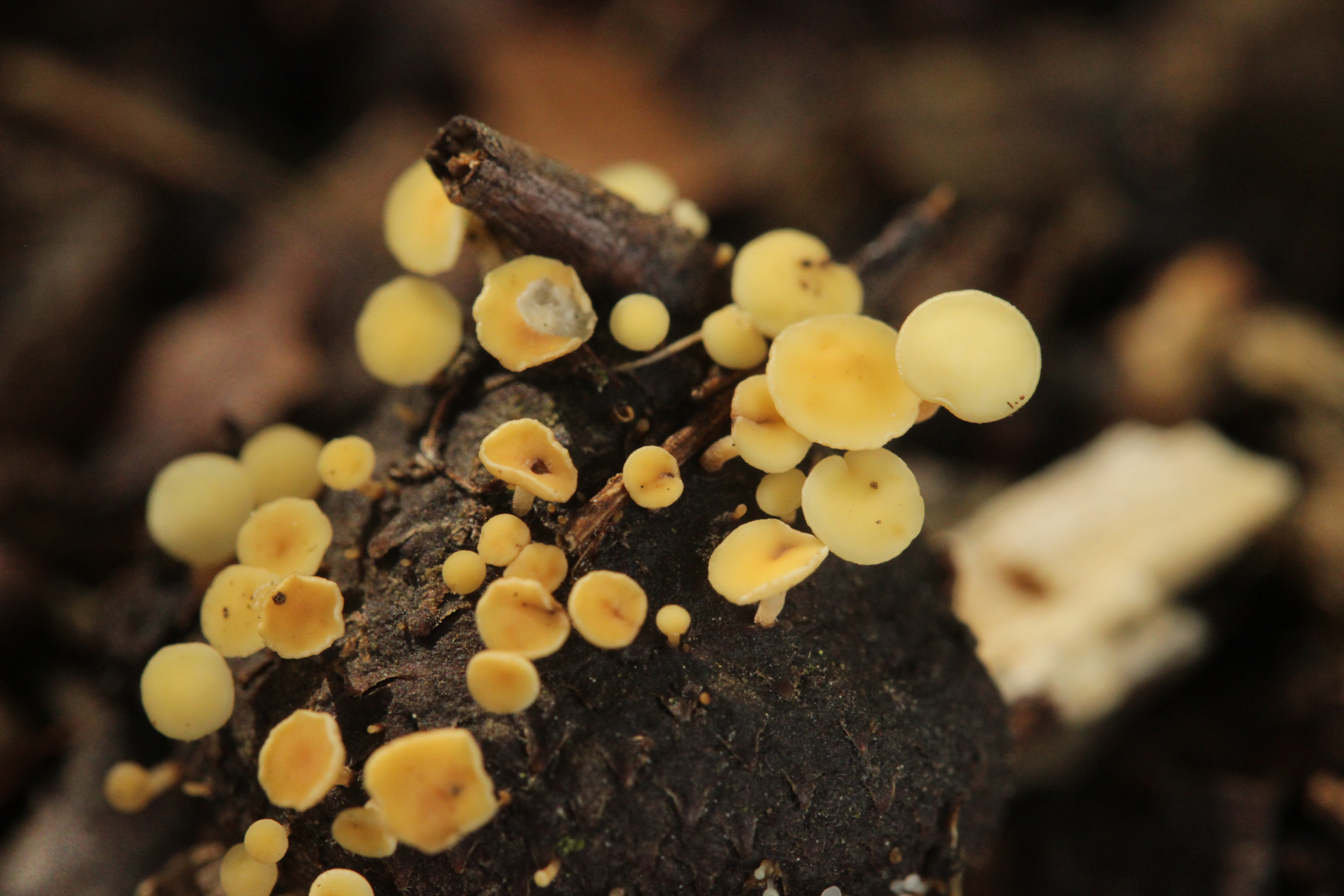
Hymenoscyphus fructigenus
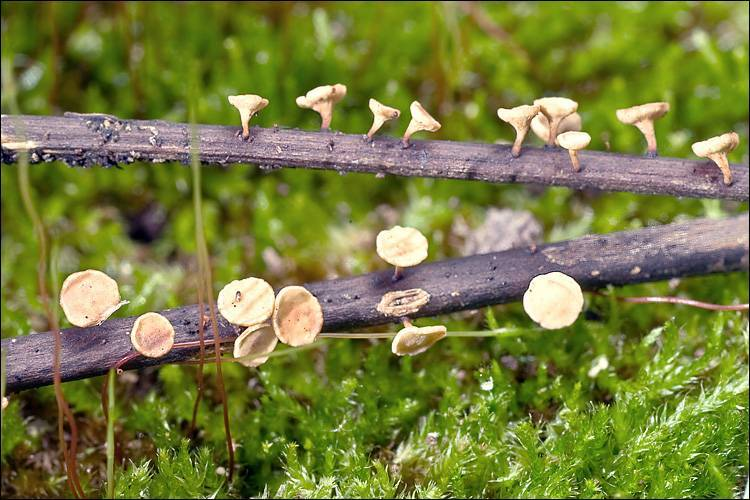
Hymenoscyphus pseudoalbidus
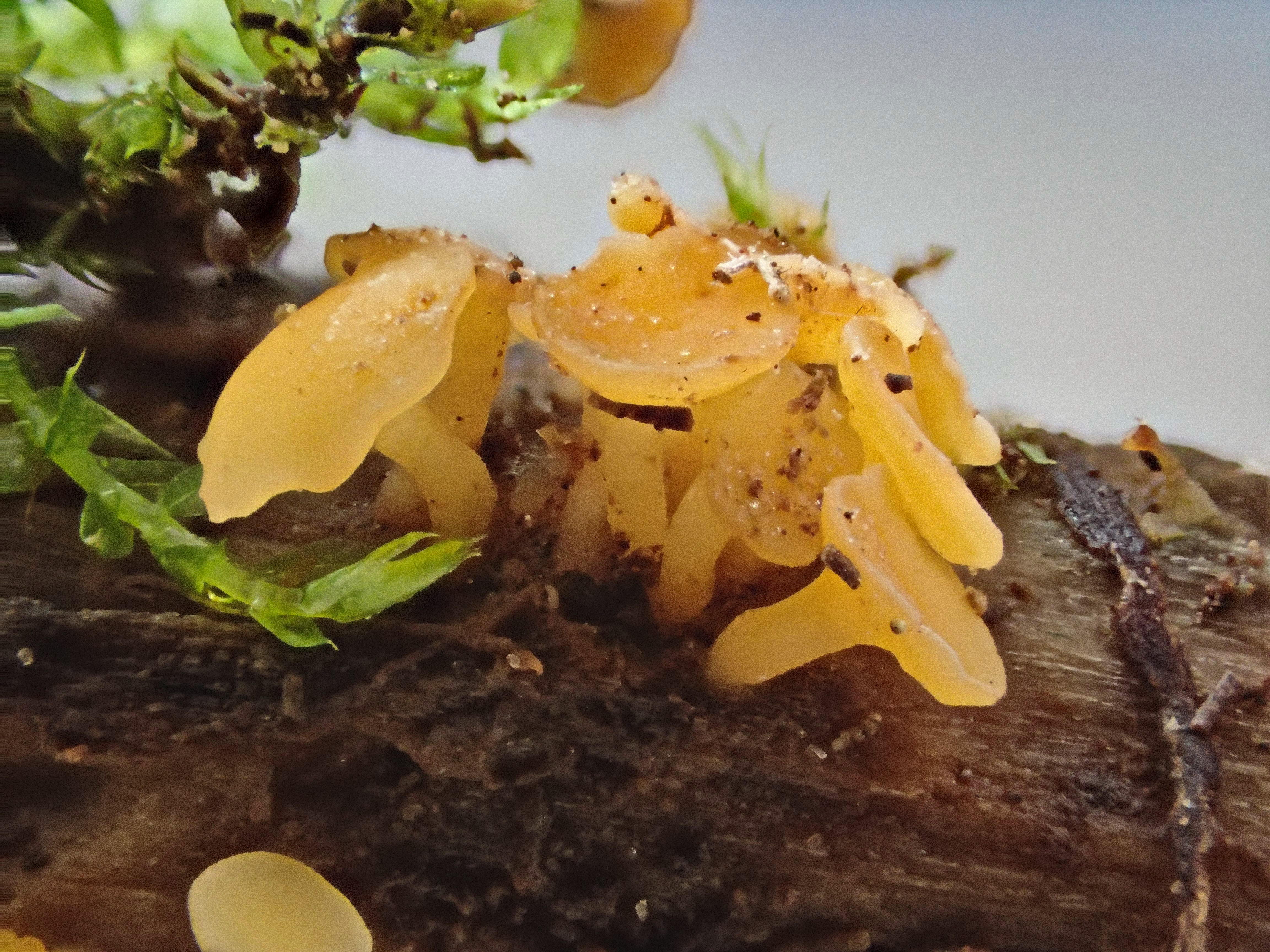
Hymenoscyphus calyculus